# 翟台
翟台（1519年—1595年），字思平，號震川，直隸寧國府涇縣人，民籍，明朝政治人物。

## 生平
嘉靖三十四年（1555年）乙卯科應天府鄉試第五十四名舉人。嘉靖三十八年（1559年）中式己未科會試第十八名，三甲第一百六十一名進士。授長沙府推官，升南京车驾司主事，编黄船、清芦课。之後挂冠归，筑室考溪，率同志兴复水西书院，集四方学者，发明姚江之学。年七十七卒于家。著有《考溪集》、《水西答问》诸书。祀乡贤。

## 家族
曾祖翟常；祖父翟鉄；父翟琨。前母唐氏；母萬氏；繼母盛氏。慈侍下。